# 숭문당 (서점)
숭문당은 문희상이 창립하고 문석균이 경영하는 경기도 의정부시의 서점이다. 1995년 9월 설립했다.